# 这是我的岛
这是我的岛，是一档由优酷制作，在海南省万宁市中海神州半岛附近的无人岛（临时名：神魂“颠”岛）录制的野外生存真人秀节目。2024年1-3月录制。2月4日，优酷发布2024龙年片单，《这是我的岛》首次出现在宣传材料中。3月29日和4月5日播出先导片，4月9日举行“夏日登岛闯海计划”媒体分享会，4月12日播出第一期节目，6月14日收官。由时代少年团（马嘉祺、丁程鑫、 宋亚轩、刘耀文、张真源、严浩翔、贺峻霖）、蔡国庆、杨迪、欧豪、侯雯元任常驻嘉宾，吴彤任总导演，《中国国家地理》提供战略指导。成员们通过完成各种任务，获得岛上专用的“浪花币”，换取生活物资。

## 嘉宾列表

### 常驻嘉宾
| 姓名   | 出生地           | 出生日期和年龄 | 简介                               |
| ------ | ---------------- | -------------- | ---------------------------------- |
| 马嘉祺 | 中国河南省郑州市 | 2002年12月12日 | 时代少年团队长                     |
| 丁程鑫 | 中国四川省安岳县 | 2002年2月24日  | 时代少年团成员                     |
| 宋亚轩 | 中国山东省博兴县 | 2004年3月4日   | 时代少年团成员                     |
| 刘耀文 | 中国重庆市       | 2005年9月23日  | 时代少年团成员                     |
| 张真源 | 中国重庆市       | 2003年4月16日  | 时代少年团成员                     |
| 严浩翔 | 中国广东省广州市 | 2004年8月16日  | 时代少年团成员                     |
| 贺峻霖 | 中国四川省成都市 | 2004年6月15日  | 时代少年团成员                     |
| 蔡国庆 | 中国北京市       | 1968年9月17日  | 歌手                               |
| 杨迪   | 中国四川省汶川县 | 1986年4月26日  | 主持人、演员                       |
| 侯雯元 | 中国吉林省白山市 | 1990年5月6日   | 演员                               |
| 欧豪   | 中国福建省福州市 | 1992年10月13日 | 歌手、演员 （因身体原因缺席1-3期） |

### 飞行嘉宾
| 姓名     | 出生地           | 出生日期和年龄 | 简介                   | 出场期数        |
| -------- | ---------------- | -------------- | ---------------------- | --------------- |
| 吳奇隆   | 臺灣臺北縣       | 1970年10月31日 | 歌手，演员             | 1-3，9（下）-10 |
| 武艺     | 英屬香港         | 1990年11月3日  | 歌手，演员             | 4-6             |
| 丁真珍珠 | 中国四川省理塘县 | 2001年5月7日   | 藏族网红、歌手         | 4-5             |
| 赵昭仪   | 中国辽宁省大连市 | 1999年5月21日  | 演员                   | 4-5             |
| 沙溢     | 中国吉林省长春市 | 1978年2月15日  | 演员                   | 6               |
| 范志毅   | 中国上海市       | 1969年11月6日  | 足球教练，原足球运动员 | 7-9（上）       |
| 向佐     | 英屬香港         | 1984年7月20日  | 演员                   | 8-9（上）       |
| 关晓彤   | 中国北京市       | 1997年9月17日  | 演员                   | 9（下）-10      |
| 李斯丹妮 | 中国四川省成都市 | 1990年4月26日  | 歌手                   | 9（下）-10      |
| 张宥浩   | 中国四川省泸州市 | 1995年2月8日   | 演员                   | 9（下）-10      |
| 杜海涛   | 中国辽宁省沈阳市 | 1987年10月28日 | 主持人、演员           | 9（下）-10      |
| 單敬堯   | 臺灣             | 1995年5月2日   | 演员                   | 9（下）-10      |

## 节目列表

### 第一次上岛（第1—3期）
欧豪因身体原因缺席本阶段录制，吴奇隆与10位常驻嘉宾（“少年们”）分为四组，在荒岛寻找资源，搭建帐篷，展开“夺旗攻防战”，卧底大战，宋亚轩在第一届“岛民大会”上当选第一任“一日岛主”。
分队情况：
- “猜丁壳”队：蔡国庆、丁程鑫、贺峻霖
- “Wen and Wen”队：侯雯元、刘耀文
- “杨头马面”队：杨迪、马嘉祺、吴奇隆
- 海岛“叁帅客”队：宋亚轩、张真源、严浩翔

### 第二次上岛（第4—7期）
欧豪归队，“少年们”与飞行嘉宾赵昭仪、丁真、武艺一同建设小岛，共享美食，自造小船在大海上竞速。赵昭仪和丁真下岛，沙溢上岛。丁程鑫在第二届“岛民大会”上当选第二任“岛主”，海岛运动会开幕，“时代少年团”与“世纪中年团”展开竞逐。众人为丁程鑫准备22岁生日惊喜。“少年们”前往万宁市东澳镇新村村与村民们用以物易物和义务劳动的方式获得各种原材料，变废为宝，进行了一场别开生面的cosplay秀。前国脚范志毅上岛，与“少年们”进行足球大战。“少年们”分四组对小岛进行开发，由专业人士进行评估和投资。
投资赛分队情况：
- “椰子林”组：侯雯元、宋亚轩、刘耀文、范志毅（第一名）
- “棕榈林”组：欧豪、杨迪、马嘉祺（第二名）
- “沙地”组：蔡国庆、丁程鑫、贺峻霖（第三名）
- “大本营”组：张真源、严浩翔（第四名）

### 第三次上岛（第8—9期上）
“少年们”设想中的团建变成了军训，大家和两位飞行嘉宾范志毅、向佐通过“板房脱困”、军体综合训练、岗哨任务、拉歌、快速穿脱衣等项目体验海岛战士的生活。贺峻霖因身体原因缺席部分录制。
分队情况（排名针对军训表现部分）：
- 第一名：马嘉祺（烩面）、丁程鑫（臭豆腐）、张真源（钵钵鸡）
- 第二名：侯雯元（山鸡）、范志毅（五号）
- 第三名：严浩翔（凤雏）、向佐（卧龙）
- 第四名：宋亚轩（熊二）、刘耀文（熊大）
- 第五名：欧豪（海鸥）、杨迪（莫扎特）

### 海岛开放日（第9期下—第10期）
“少年们”邀请各自的好友吴奇隆、关晓彤、李斯丹妮、张宥浩、杜海涛、单敬尧前往海岛，一同开发游玩项目赚取“浪花币”，换取晚餐和第二天晚会所需物品。第二天，“少年们”举办日落音乐会，吃了离岛前的最后一顿团圆饭，在岛上留下了最后的纪念。
《落日海岛音乐节》节目单：
- 《沉溺》（原唱：邹沛沛、Pank）——宋亚轩、刘耀文、张真源
- 《恶作剧》（原唱：王藍茵）——马嘉祺、丁程鑫
- 《他只是经过》（原唱：h3R3、Felix Bennett）——严浩翔、贺峻霖
- 《青苹果乐园》（原唱：小虎隊）——时代少年团
- 《想去海边》（原唱：夏日入侵企画）——时代少年团、蔡国庆、欧豪、侯雯元、杨迪
- 《少年美》《爱到1440》（原唱：时代少年团）——蔡国庆、欧豪、侯雯元、杨迪、张宥浩
- 《年少有为》（原唱：李榮浩）——贺峻霖、蔡国庆、欧豪、吴奇隆
- 《快乐崇拜》（原唱：潘瑋柏、張韶涵）——宋亚轩、刘耀文、侯雯元
- 《海岛脱口秀》——杨迪、杜海涛
- 《午夜恰恰》（原唱：鄧典、刘至佳）——丁程鑫、张真源、关晓彤、李斯丹妮
- 《BAD BOY》（原唱：張惠妹）——马嘉祺、严浩翔、欧豪
- 《如果我们不曾相遇》（原唱：五月天）——全员

## 相关事件
2024年6月14日，蔡国庆在个人微博发文称，自己在录制《这是我的岛》期间，因长期劳累，不幸感染了带状疱疹，但依然忍着剧痛录完了全部节目。